# Поміст (гірництво)
Поміст (рос. помост; англ. afloor, platform, stand, stage; нім. Gerüst n) — у гірництві — рівний підвищений настил для укладання труб, штанг тощо.

## Різновиди
Розрізняють:
- а) Поміст підвісний прохідницький — застосовується при проведенні вертикальних стволів з кутом падіння 45-90°;
- б) Поміст підвісний — у вибоях виробок великого поперечного перерізу для роботи на висоті при бурінні шпурів, кріплення та т.п.;
- в) Поміст жорстко закріплений — застосовується у драбинних відділеннях стволів та ін. виробок з кутами падіння 45-90°. Відстань між помостами до 8 м. В помості робляться лази шириною не менше 0,6 м, через які проходять драбини. Остання повинна виступати над помостом не менше ніж на 1 м.
- г) Поміст приймальний — застосовується при бурінні свердловин.

## Приклади

ПОМІСТ ПРИЙМАЛЬНИЙ — підвищення у вигляді металевої просторової форми (основи), яке споруджується біля бурової вишки або щогли на рівні робочого майданчика з похилом від ніг вишки і служить для укладання труб і штанг під час спуско-піднімальних операцій.
ПОМІСТ ПРОХІДНИЦЬКИЙ — металоконструкція у вигляді підвісної платформи, що розташовується в шахтному стволі і слугує для розміщення механізмів, обладнання і робітників. П.п. призначені також для кріплення і натягу напрямних канатів прохідницького підйому і запобігання від випадкового падіння згори якихось предметів на людей, що знаходяться у вибої. При зведенні кріплення з монолітного бетону у напрямку знизу вверх П.п. слугують опорою для піддона опалубки. На них встановлюють лебідки для підвісних пневмонавантажувачів, шлангів стислого повітря, ліхтарів, кабелів та ін. вибійного обладнання. П.п. складаються з балок, обмежуючого кільця, настилу і висувних пальців. Зовнішній діаметр кільця на 100 мм менш за діаметр ствола. У П.п. влаштовують отвори для пропуску підвісного обладнання.
П.п. застосовують як при проходженні, так і при армуванні стволів; до нижнього поверху помосту-каретки підвішують породонавантажувальні машини (КС-2У, КС-1М). Двоповерхові або багатоповерхові помости-каретки і підвісні помости складаються з поверхових площадок, а також стояків, лиж, що з'єднують поверхові площадки, і причепного пристрою. П.п. — збірно-розбірна конструкція зі з'єднанням елементів на болтах (розміри елементів П.п. забезпечують вільний прохід їх через отвори нульової рами). Поверхові площадки складаються зі сталевих балок, зовнішнього кільця, що обмежує площадку, і настилу. Площадки мають отвори для пропускання бадей, насосу, рятувальних сходів, трубопроводу і іншого обладнання. Отвори для бадей огороджуються розтрубами заввишки не менше 1800 мм над поверховою площадкою. Виконують їх суцільними, що проходять через усі поверхові площадки, і окремими (на кожній площадці свій розтруб). На поверхових площадках над отворами для насосу, рятувальних сходів і бадді влаштовуються ляди. Для закріплення в стволі П.п. обладнуються гідророзпором або пневмоважелями, що самозаклинюються. У залежності від технологічної схеми проходження стволів підвіску П.п. здійснюють на одному канаті, на двох гілках одного каната, на напрямних канатах, на чотирьох окремих канатах. Перед підриванням зарядів шпурів у вибої ствола П.п. за допомогою лебідки піднімають на безпечну висоту.